# Водка
Во́дка — крепкий алкогольный напиток, бесцветный водно-спиртовой раствор с характерным вкусом и ярко выраженным спиртовым запахом.
Процесс производства водки включает приготовление исправленной воды, смешивание ректификованного или дистиллированного этилового спирта из пищевого сырья с исправленной водой, обработку водно-спиртового раствора активированным углём или модифицированным крахмалом, его фильтрование, внесение ингредиентов, если они предусмотрены рецептурой, перемешивание, контрольное фильтрование, розлив в потребительскую тару и оформление готовой продукции.

## История названия

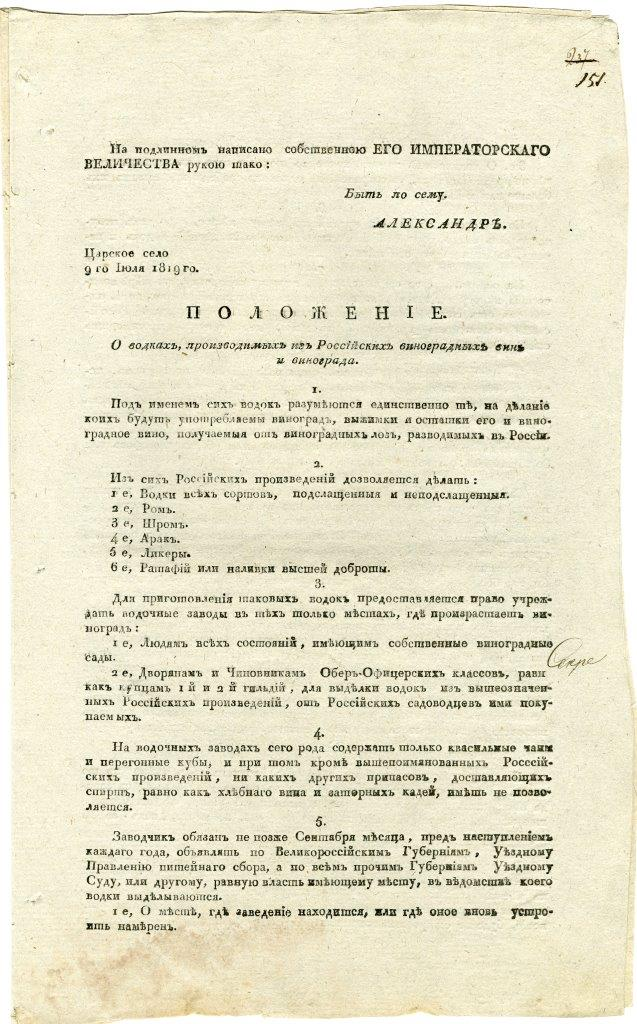
Положение о водках, производимых из российских виноградных вин и винограда. Царское село, 9 июля 1819 года.
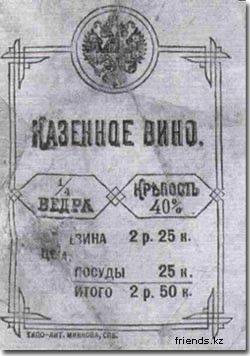
Этикетка хлебного вина производства конца XIX — начала XX века. Объём в четверть ведра — это более трёх литров

В истории водки следует различать историю самого слова «водка» (то есть его этимологию), историю современного напитка с этим названием и технологию производства.
Термин и торговое название «водка» своё современное значение (раствор очищенного этанола в воде) получил в XIX веке.

### Происхождение названия
До распространения в обиходе слова «водка» принятыми названиями напитка были: «хлебное вино», «горячее вино», «куреное вино», «зелено-вино» и др.; но и после того как слово «водка» стало появляться в официальных документах, водка именовалась в торговых ведомостях и государственных актах в зависимости от крепости как «горячее, простое, столовое вино», «пенник», «полугар».
В польском языке в 1405 и 1437 годах зафиксировано употребление форм wodko, vodka в судебных актах Сандомирского воеводства (в значении «небольшой водоём»), в 1534 году слово wodki зафиксировано со значением «дистиллированные лекарственные продукты».
Первоначальное значение польского wódka — «маленькая вода», «водичка» — сходно со значением слова «водка», «водичка» в русском языке старорусского периода и в других славянских языках.
Похлёбкин считал, что польское wódka происходит из русского языка. В русском языке название «водка» зафиксировано в 1533 году в применении к лекарственной спиртовой настойке трав, а в значении спиртного напитка стало применяться в XVII веке, во второй половине XVII века войдя в употребления у иностранцев для обозначения русской водки (до того — «русское вино»), и в XVIII веке войдя в официальные документы.
Одним из самых ранних официальных российских документов, в котором упомянуто слово «водка», является именной указ Ивана V и Петра I «О взыскании пошлин с вывозимых из за моря разных вин и водок ефимками, а с сахару деньгами, по прежним указам» от 4 (14) августа 1684 года.
Ещё в XVIII веке под «водкой», прежде всего, понимались водки, которым приданы дополнительные вкус, аромат (запах) или цвет с помощью трав, ягод или фруктов. В то же время, бесцветную и «чистую» водку ещё и в XIX веке продолжали именовать «вином».
Современное понимание термина «водка» как разведённого в воде очищенного этанола закрепилось в XIX веке.

## История напитка

### Возникновение производства
Первые сведения о дистилляции каких-либо веществ относятся к I веку и упоминаются в работах греческих алхимиков в Александрии (Египет). В XI веке, у Авиценны, дистилляция упоминается как метод получения эфирных масел, однако не существует исторических свидетельств дистилляции алкоголя в мусульманских странах в этот период. Первое безусловное свидетельство дистилляции алкоголя датируется XII веком, в медицинской школе Салерно, в Италии. С середины XIX века разрабатывается ректификация.
В Польшу технология дистилляции спирта как медицинского продукта была предположительно принесена в XIII веке, она изучалась в Ягеллонском университете в XIV веке, в XVI веке появились местные описания технологии и стали распространяться напитки на основе дистиллированного спирта. Первое несомненное упоминание в польских налоговых документах — лат. vini cremati («жжёное вино») — относится к 1537 году, несколькими годами ранее (1528—1532) слово пол. gorzałka («горелка»), обозначающее водку, входит в словари; в обоих случаях невозможно установить, идёт ли речь именно о зерновой водке. Сочинение «Wodka albo Gorzałka» 1614 года свидетельствует, что к началу XVII века зерновая, в первую очередь ржаная, водка стала важным элементом польской культуры.
В русских источниках крепкие напитки — предшественники водки («варёное вино», «перевар») упоминаются в 1399 году.
Энциклопедия «Британника» отмечает, что водка зародилась в России в XIV веке.
Согласно Похлёбкину, производство водки из хлебного спирта, винокурение, возникло в одном из монастырей Русского государства в 1440—1470-х годах, причём «1478 год следует считать как крайний срок, когда винокуренное производство уже существовало некоторое время». При этом Похлёбкин считает, что говорить о появлении водки можно лишь тогда, когда есть свидетельства массового производства и его государственной регуляции, и таким образом единичные упоминания, в том числе демонстрация «горящего вина» на территории Тевтонского ордена в 1422 г., не могут рассматриваться как доказательства существования производства водки; а как аргумент за существование винокуренного производства в Московском государстве к 1478 году рассматривается введение монополии государства на внешнюю торговлю, и установление общего финансового контроля государства за доходами от производства и торговли, в том числе и запреты немецким торговцам, упоминаемые в псковских летописях 1474 — конца XV века, и связанные с пивом и корчмой («корчма» толкуется как крепкий напиток, водка).
А. Ю. Пиджаков отмечает, что при этом Похлёбкин не приводит никаких ссылок на источники в обоснование предполагаемой точной даты (1478), а также не располагает прямыми свидетельствами в пользу отстаиваемых дат изобретения водки на Руси: «летописи не фиксировали событий», хозяйственные документы монастырей «не сохранились ни в какой степени».
Пиджаков считает, что до XV века ни Московская Русь, ни Литовская Русь винокурения не знали; слово «перевар», упомянутое в источниках до того времени, видимо, относится к процессу изготовления пива, и лишь единственное упоминание «творёного вина» в тексте XIV века можно попытаться трактовать как продукт перегонки. Однако, уже в 1517 году Матвей Меховский в Трактате о двух Сарматиях упоминает, что жители Московии «из овса … делают жгучую жидкость или спирт и пьют, чтобы спастись … от холода», а в 1525 году отмечается, что «в Московии … пьют пиво и водку, как мы видим это у немцев и поляков».
По мнению И. Г. Прыжова, водка (понимаемая как любой напиток с дистиллированным алкоголем), известная в Европе с XIII века и в южной Руси с 1398 года как лекарство, становится напитком («хлебное вино», aqua vitae) в Европе в XVI веке, и тогда же становится известной и распространяется на Руси. Прыжов отмечает, что после похода на Казань Иван IV запретил продажу водки в Москве. Написанное в начале XVI века «Послание старцам о хмельных напитках» Иосифа Волоцкого упоминает «горячее вино» наряду с мёдом, медвяным квасом, брагой.
До 40-х — 60-х годов XVIII века водку в России изготавливали преимущественно из ржи, к середине XIX века рожь составляла половину сырья для производства водки, позже уступив в популярности пшенице и картофелю.

### Миф о работе Д. И. Менделеева над определением оптимальной крепости водки
В России вокруг водки сложилась разнообразная мифология. Один из мифов связывает появление водки с именем Д. И. Менделеева на том основании, что его докторская диссертация называлась «О соединении спирта с водой». Утверждается, будто бы:
- работая над диссертацией, Менделеев обнаружил некие необычные по воздействию на живой организм свойства водно-спиртового раствора с концентрацией этанола 43 % по объёму;
- водно-спиртовой раствор с подобной концентрацией можно получить, только смешивая весовые, а не объёмные части воды и спирта;
- основываясь на этих данных, Менделеев разработал рецептуру водки под названием «Московская особенная» (впоследствии — «Московская особая»), которая в 1894 году была запатентована российским правительством как русская национальная водка.

В действительности Менделеев не участвовал в создании или усовершенствовании водки. Лишь некоторые его работы могли быть впоследствии опосредованно использованы для производства водки:
- докторская диссертация «Рассуждение о соединении спирта с водой», в которой изучалось взаимодействие этилового спирта при его смешивании с водой и последствия этого взаимодействия;
- Дополненный перевод немецкой книги «Theorie und Praxis der Gewerbe. Нand- und Lehrbuch der Тechnologie v. Dr. Johannes-Rudolf Wagner» (в русском переводе — «Технология по Вагнеру»), вышедшей в Лейпциге в 1858 году, третий выпуск которой (1862 года) был посвящён производству виноградного вина, пива и спирта.

Также в работах Д. И. Менделеева нет каких-либо данных о том, что им изучались биохимические свойства спиртоводных растворов различных концентраций и физиологическое действие данных растворов. По сути, работа Менделеева «О соединении спирта с водой» относится к метрологии.
Установление же традиционного сорокапроцентного отношения спирта к воде стало результатом не исследований Менделеева, а работы чиновников, округливших значение ранее принятого эталона крепости полугар в 38 градусов.
Выдача патента на водку «Московская особенная», согласно работе Бориса Родионова, была в принципе невозможна, так как в то время этот напиток именовался «казённым вином».

### Появление 40-градусной водки
До появления в России спиртометров крепость водно-спиртовой смеси («хлебного вина») измерялась так называемым отжигом. Если из подожжённого вина выгорала ровно половина, то такое вино называлось «полугаром». Полугар, крепость которого составляла около 38 %, и служил базовой нормативной единицей крепости водки, с 1817 года — рекомендованной, с 1843 года — официально закреплённой.
Впоследствии, когда крепость стала измеряться спиртометрами, министр финансов Российской империи М. Х. Рейтерн предложил округлить это число до сорока. Причин было две: удобство подсчёта объёмов произведённого вина и поступающих акцизов, и своего рода запас «на усушку и утечку» с тем, чтобы потребитель в любом случае гарантированно получал привычные 38 «полугарных» градусов. Предложение было принято, и норма в 40 объёмных процентов (градусов) была закреплена в Уставе о питейных сборах, утверждённом 6 декабря 1886 года. Следует заметить, что речь шла только о нижнем пределе крепости, а вовсе не о строгом соответствии этому показателю.

### Появление современной водки
Техническая революция XIX века потребовала производства в больших количествах практически чистого этилового спирта, который использовался в химической индустрии, медицине и парфюмерной промышленности. В ответ на эту потребность были разработаны аппараты, способные в промышленных масштабах вырабатывать спирт крепостью до 96 % с очень высокой степенью очистки от естественных примесей — так называемые ректификационные колонны. 

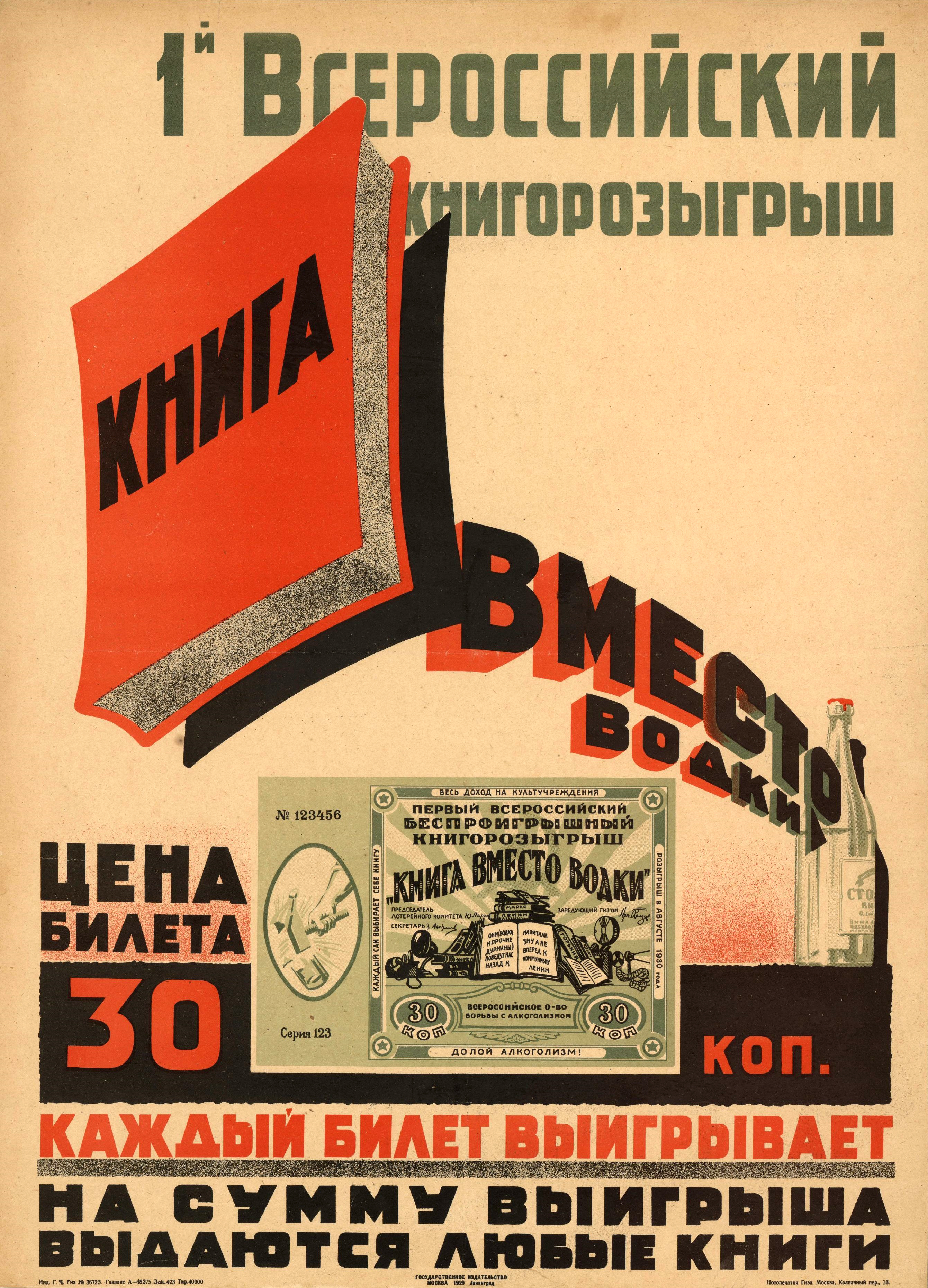
Плакат «Книга вместо водки», СССР, 1929 год

Русские водочные заводчики на основе высокоочищенного спирта, разведённого водой, начали в небольших количествах выпускать так называемое «столовое вино», не содержащее никаких добавок, которое можно считать технологически и по составу прообразом современной водки. Ситуация резко изменилась в 1890-е годы, когда российское правительство решило вернуть себе монополию на продажу крепкого алкоголя, от которой ранее отказалось на волне реформ 1860-х годов. Одним из главных аргументов в пользу возврата к государственной монополии было то, что государство брало на себя обязательство продавать только «чистое вино», то есть смесь ректификованного спирта с водой почти без добавления естественных примесей — эфиров, альдегидов и сивушных масел. В результате монополия была восстановлена и постепенно, начиная с 1 января 1895 года, распространена практически на всю территорию Российской империи.
Разработка технологии изготовления «гигиенически чистого» вина была поручена специально созданному Техническому комитету, в состав которого вошли учёные М. Г. Кучеров, В. В. Вериго и другие. В результате были созданы технологии изготовления современной водки, дошедшие практически без изменений до настоящего времени. Данный спиртной напиток назывался «казённым вином».
В 1914 году в связи с началом Первой мировой войны в России был введён «сухой закон», который пришедшее к власти в 1917 году советское правительство продлило до 1924 года. В 1936 году в СССР был принят государственный стандарт, в соответствии с которым чистая водно-спиртовая смесь получала наименование «водка». То, что до революции именовалось «водками», стали называть «водочными изделиями». Водки стали подразделяться на «водки» и «водки особые». Первые представляют собой чистую водно-спиртовую смесь, вторые допускают незначительные вкусоароматические добавки, смягчающие, но не заглушающие «характерный водочный вкус». Так окончательно сложилась современная терминология. Слово vodka стало международным в 1950-х годах.

### Миф о споре СССР и Польши за бренд «водка»
Существует миф, поддержанный работой Похлёбкина, что якобы в 1978 году Польская Народная Республика обратилась в международный арбитражный суд с исковым требованием о признании за ней исключительного права на бренд «водка», а Похлёбкин помог СССР отстоять приоритет на водку. Как указывает Б. Родионов, В. В. Похлёбкин не обладал полной информацией о взаимоотношениях СССР с польскими экспортёрами водки и поэтому ошибочно ссылался на некое решение Международного арбитража от 1982 года, которого никогда не было, а была конференция в Варшаве в июле 1975 года. Руководитель юридической службы ВО «Союзплодоимпорт» Б. С. Сеглин заявил, что никакого исследования В. В. Похлёбкину «Союзплодоимпорт» не заказывал.

### Новейшие конфликты
Страны «водочного пояса», входящие в Евросоюз, энергично противодействуют попыткам продавать под названием водки изделия на основе виноградного сырья. Они настаивают на том, что водкой имеют право называться только напитки из зернового, картофельного и свеклосахарного сырья («водочная война»).
В 2015 году Россия в районном суде Роттердама выиграла у SPI Group тяжбу за водочные бренды «Stolichnaya» и «Moskovskaya». Суд длился более 10 лет (с 2003 года). Тяжба возникла оттого, что в 1997 году ВВО «Союзплодоимпорт» продал права на ряд брендов (всего 43 советских водочных марки) бизнесмену Юрию Шефлеру. В 2001 году такая продажа была признана Россией незаконной и начались процессы возвращения брендов.
В 2022 году на фоне российского вторжения на Украину магазины Германии, Финляндии, Дании, Швеции и Австралии стали отказываться от продажи русской водки, а в некоторых штатах США продажа русской водки была запрещена.

## Свойства водки и её производство

### Крепость
Крепость водки — показатель объёмной доли безводного ректификованного этилового спирта из пищевого сырья в водке, выраженный в процентах.
Крепость водки может быть различной: по российским стандартам 40—45, 50 либо 56 % об., по законодательству Евросоюза — не менее 37,5 % об.

### Вкус
Вкус водки, точнее различия этого вкуса, определяются в первую очередь видом и количеством конкретных примесей (кроме этанола и воды) в различных видах или образцах водки (также отчасти её крепостью). Утверждают, что примеси отвечают за основную часть вкуса, что неточно определяется словами «горький вкус» или «жгучий вкус» у разных сортов водки; это подтверждается тем, что сорта, состоящие из более чистого спирта и воды, по крайней мере, гораздо менее горьки. Таким образом, в заметной мере мягкий вкус водки является критерием её чистоты (хотя существуют и примеси, так или иначе маскирующие горечь).
Водка может производиться с разными ароматом и вкусом. Такую водку получают путём добавления к водке крепостью 40,0—45,0 % различных ингредиентов, химических вкусоароматических добавок: загустителей, витаминов, стабилизаторов и др. Ароматизаторами могут быть красный перец, имбирь, фруктовые ароматы, ваниль, шоколад (без подсластителя), корица.
Фраза «вкус водки» или «дегустация водки» встречается в рекламе, рецептах приготовления, а также в бытовых разговорах.
- Вкус водки объясняется различными примесями, оставшимися в ней по причине недостаточной очистки, в первую очередь — сивушные спирты, сложные эфиры и альдегиды. О содержании примесей может свидетельствовать и возможный резкий запах. Водка высшей очистки, то есть не содержащая почти ничего, кроме этанола и воды, приобретает характерный сладковатый привкус, свойственный разбавленным растворам спиртов. В процессе очистки водки с помощью активированного угля могут образовываться в небольших количествах «полезные» примеси, в том числе этиловый эфир уксусной кислоты, обладающий фруктовым ароматом и, при содержании до 10 мг/дм³, смягчающим вкус и запах этилового спирта[32].
- Вкус проявляется в виде остаточного ощущения во рту непосредственно после выпитой рюмки. Например, одну из дегустаций описывают так: «Дегустация подтвердила, что водки разнятся по запаху и вкусу, а также другим ощущениям, которые они вызывают: скажем, обжигают язык или, наоборот, проглатываются легко, „словно масло“»[33].
- Вкус в сочетании с закусками. Водку, как правило, закусывают. Закуски могут быть холодными (например, огурец или грибы) и горячими (например, щи или борщ). Закускам посвящены отдельные разделы в меню ресторанов и кулинарных книгах. Также водку запивают различными напитками, например, натуральными соками, компотами или рассолами, иногда — газированными напитками различной степени качества и даже пивом.

### Технология производства
Спирт-ректификат (объёмное содержание этанола 96,0—96,3 %), составляющий основу водки, производится в основном из зернового (Украина, Беларусь, Россия), зерново-картофельного (Россия) или картофельного (Польша, Беларусь, Германия) сырья. Регламент ЕС допускает использовать любое пищевое сырьё растительного происхождения (зерно, картофель, свёкла и прочее).
Вода — второй важнейший компонент водки, от качества которой зависят вкусовые качества водки. До смешивания с зерновым спиртом вода проходит несколько стадий очистки: отстаивание, аэрацию, фильтрацию через кварцевый песок. Она должна быть совершенно прозрачной, бесцветной, с минимальным содержанием солей, её не кипятят и не дистиллируют.
Технология производства водки была разработана Техническим комитетом при Департаменте неокладных сборов в 1890-е годы и практически в неизменном виде дожила до настоящего времени. Сначала готовят смесь воды и спирта-ректификата, т. н. «сортировку». Затем сортировка проходит механическую фильтрацию и фильтрацию сквозь активированный уголь. В некоторых случаях, в особенности для водок класса «премиум», осуществляется ещё и дополнительная обработка полученного продукта — молоком, яичным белком, серебром и т. п.
ГОСТ допускает использование многочисленных добавок, улучшающих вкусовые качества водки; такие водки относятся к классу «водок особых».
Готовую водку разливают, укупоривают и этикетируют.
Пищевая ценность 100 г водки — 235 ккал.
Контроль качества и безопасности производится хроматографическим методом, а также путём дегустации.

### Объём производства

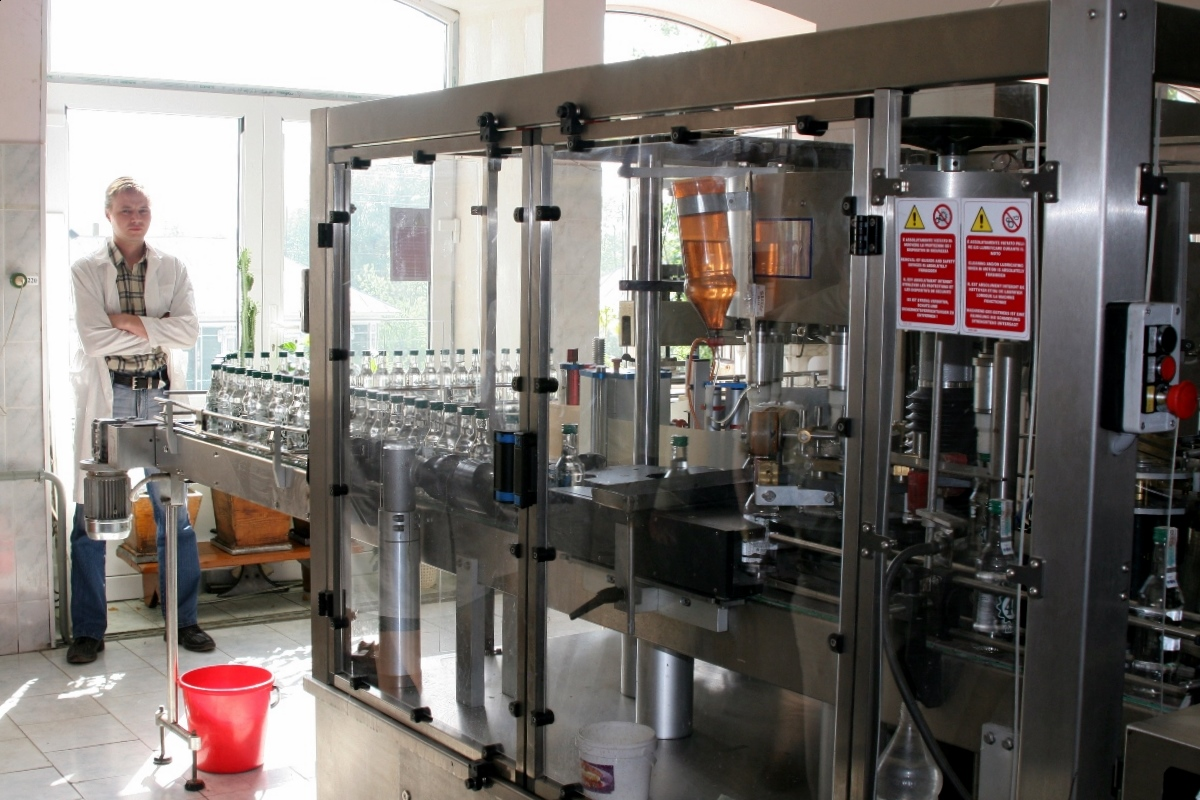
Конвейер по разливу водки

Ежегодно в мире производится и продаётся более 4,6 млрд литров водки на сумму не менее 50 млрд $. На этот напиток приходится примерно 20 % глобальных расходов на крепкий алкоголь (помимо водки, к этой категории напитков международная статистика относит все алкогольные напитки крепче 20 %: коньяк и бренди, виски, ром, джин, текилу, ликёры, абсент, и др.).
В денежном выражении крупнейшим рынком водки является США. Россия занимает второе место. Это обусловлено существенно более высоким уровнем цен на крепкие спиртные напитки в США, а также численностью населения.

## Употребление
Императорский указ Александра I от 1819 года указывал на невозможность обладателям духовного сана заниматься продажей алкоголя в кабаках.
Страны Европы, где водка является основным алкогольным напитком, выделяются в так называемый «Водочный пояс»: Россия, Белоруссия, Украина, Польша, Прибалтика и Скандинавия (кроме Дании), Исландия и Гренландия, части Словакии и Венгрии. 
Во второй половине XX века водка появилась в других странах и стала вытеснять традиционные для них алкогольные напитки. Так, появление на американских прилавках бутылок водки в 1960-е годы привело к резкому падению потребления джина. 
На Западе водка употребляется как в качестве самостоятельного напитка, так и в качестве «нейтрального» алкоголя, идеально подходящего для приготовления коктейлей.
Крепкие алкогольные напитки, получающиеся в результате дистилляции, способствуют быстрому достижению опасно высокой концентрации алкоголя в крови и представляют собой бо́льшую опасность для жизни и здоровья человека, чем пиво и вино. Исключительная тяжесть алкогольной ситуации в России объясняется сочетанием традиционной для северных стран приверженности к этому напитку с отсутствием внятной алкогольной политики государства.
В странах, где наиболее популярными напитками являются вино или пиво, даже высокий уровень потребления алкоголя не сопровождается катастрофическими последствиями. Об этом говорит опыт не только Франции, Португалии, Германии, Австрии, но и постсоциалистических Чехии, Польши, Армении, Грузии. Но во всех без исключения странах водочного пояса наблюдается тяжелейший комплекс алкогольных проблем: сверхсмертность, приводящая к вымиранию нации, деградация социальной среды, рост преступности и т. д.
В ряде случаев при приготовлении дешёвых сортов водки очистка вообще не проводится, смесь спирта с водой купажируется различными искусственными добавками («алкософт», глицерин, сода и др.), которые маскируют вкус напитка, делая его мягким.

### Вред употребления водочных изделий
Одномоментный приём 400 граммов неразбавленного этилового спирта (95—96 %) является смертельной дозой для среднестатистического человека (смерть наступает в 30—50 % случаев). Выпить за короткое время смертельную дозу в виде литра водки или самогона вполне возможно, а в виде 4 литров вина — крайне сложно, в виде 10 литров пива — практически невозможно. Это относится и к меньшим дозам алкоголя. Половина литра водки или самогона — доза, способная привести к инсульту, остановке сердца, смерти от травмы — последствий неадекватного поведения.
Регулярное потребление водки неизбежно приводит к заболеваниям внутренних органов (цирроз печени). Первоначально глубинное поражение организма проявляется в виде синдрома похмелья. В числе наиболее частых причин смерти алкоголика — инфаркт, инсульт, цирроз печени. Этиловый спирт оказывает негативное влияние на репродуктивную систему, влияет на развитие плода, увеличивает риск появления патологий.
Этиловый спирт оказывает наркотическое действие на центральную нервную систему, что влияет на безопасность труда (как в РФ, так и в других странах). Употребление даже небольших количеств алкоголя нарушает координацию движений, скорость зрительных и двигательных реакций, негативно влияет на мышление. При сильном опьянении нарушается реальное восприятие внешнего мира, рабочий становится неспособным сознательно управлять своими действиями.
Значительное употребление алкоголя в РФ, вызванное разными причинами, повышает вклад этой причины в травматизм, профзаболеваемость, аварийность, разрушение социальности, распад семей, бездетность и беспризорность и др.

С целью профилактики травматизма и профзаболеваемости государство разрешило работодателю компенсировать часть расходов, понесённых им при улучшении труда, за счёт его отчислений в Фонд социального страхования (до 20 %). По данным Фонда, часть средств, получаемых работодателями в рамках такой поддержки, тратится на закупку алкотестеров — порядка 11,2 млн руб в 2014 г.

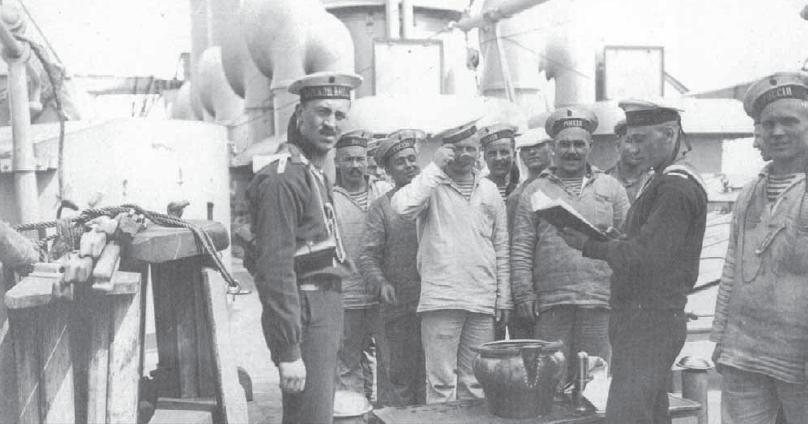
Выдача водки матросам на крейсере «Россия» Русского императорского флота

### Вооруженные силы СССР
В Красной армии военнослужащим, принимающим участие в боевых действиях, выдавалась ежедневная порция водки («боевые» или «наркомовские сто грамм»). Во время Великой Отечественной войны порядок выдачи водки несколько раз изменялся, как правило, в сторону ужесточения правил. Так, Приказом наркома обороны от 12 мая 1942 года № 0373 с 15 мая 1942 года прекращена ежедневная массовая выдача водки всему личному составу войск действующей армии и установлен порядок и норма выдачи водки. В соответствии с ним сохранена ежедневная выдача водки только военнослужащим частей передовой линии, имеющим успехи в боевых действиях против немецких захватчиков, увеличена норма выдачи водки военнослужащим этих частей до 200 граммов на человека в день. Для указанной цели выделялась водка ежемесячно в распоряжение командования фронтов и отдельных армий в размере 20 % от численности войск фронта — армии, находящихся на передовой линии. Всем остальным военнослужащим передовой линии выдача водки по 100 граммов на человека производилась в революционные и общественные праздники, а также в полковой праздник (день формирования части).

## Музеи водки

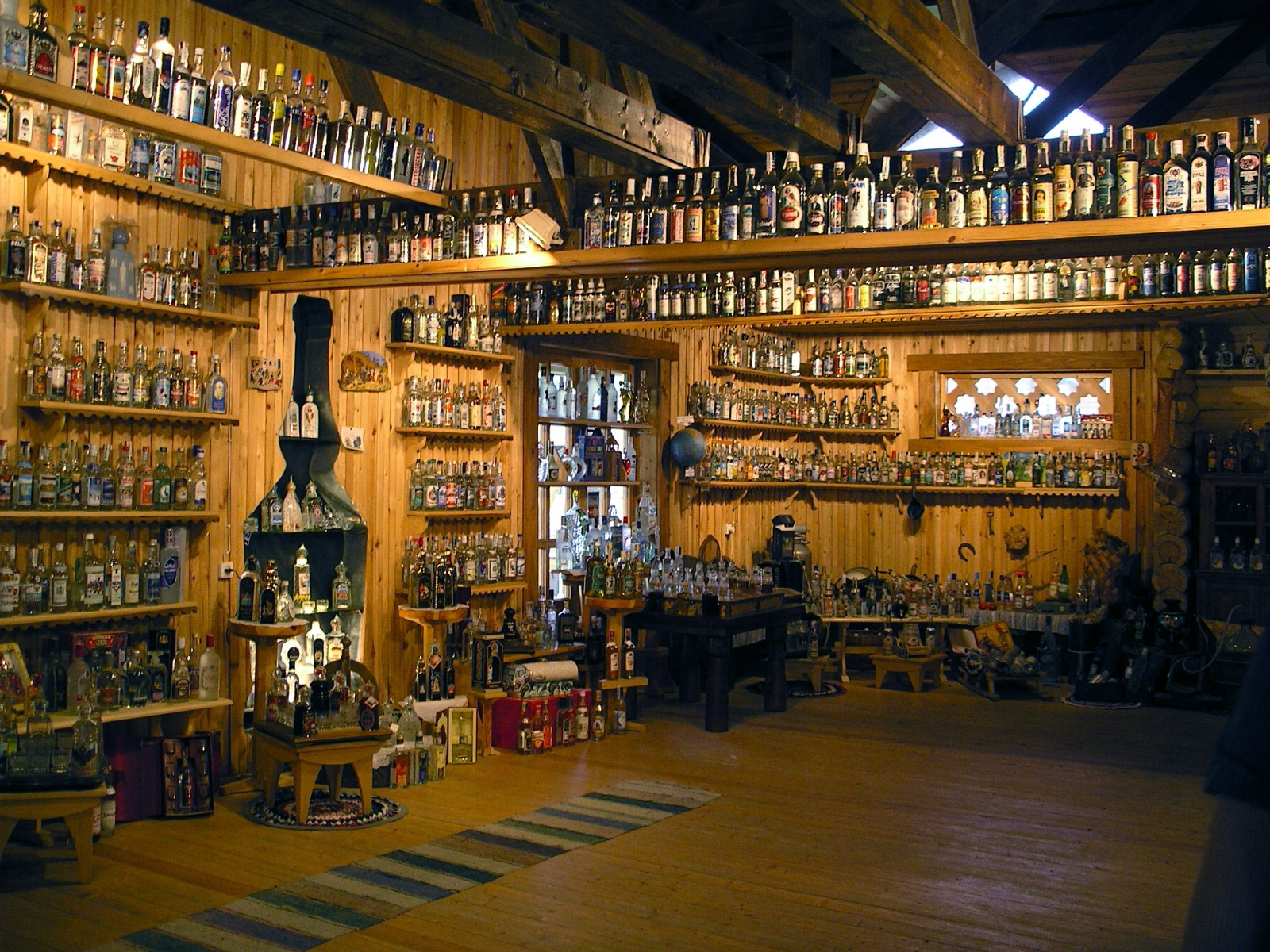
Музей водки в Верхних Мандрогах на Свири

- В Москве есть Музей истории водки, который до октября 2006 года располагался в Санкт-Петербурге; в 2008 году, после реконструкции, в Санкт-Петербурге открылась обновлённая экспозиция под названием Музей русской водки.
- В Москве на территории АО «Московский завод „Кристалл“» открыт выставочный зал[48], в котором представлено большое количество различных экспонатов и предметов по истории развития водки на Руси. Многие из представленных предметов являются бесценными и наглядно олицетворяют мещанский быт XVII—XIX веков. Экспозиции залов на площади 800 м² наглядно показывают историю развития водочного дела в России, технологии производства национального напитка и традиции русского застолья.

## Водка как ингредиент
Помимо употребления в виде напитка, водка также используется как ингредиент в кулинарии. Водка может быть использована как для улучшения стандартных рецептов путём её добавления, так и в качестве ключевого ингредиента. Соус из водки используется для приготовления пенне алла водка — пасты из томатного соуса, сливок и водки, которая приобрела популярность в 1970-х годах. Водку можно использовать в выпечке вместо воды, для того, чтобы сделать корки пирога более слоёными. Может быть использована в блюдах из морепродуктов, чизкейках или настойках. Водка также широко используется в народной медицине.

### Коктейль «Кровавая Мэри»
Коктейль «Кровавая Мэри» — известный алкогольный коктейль на основе водки. Ярко-красный цвет напитку придает томатный сок — один из компонентов коктейля.
Входит в число официальных коктейлей Международной ассоциации барменов (IBA), категория «Современная классика», классифицируется как лонгдринк.

## Водка в культуре
Существует различная культура подачи водки в разных странах, описанная в специальной литературе.
Водка является объектом натюрмортов в живописи советского периода (Оскар Рабин). В советской массовой культуре водка значила очень многое: она была всегда, «и при рождении, и при смерти, и в радости, и в горе, и просто от серой тоскливой жизни», но при её большой роли в жизни советского человека ни один официальный художник не изображал водку в картинах праздничного веселья. Чтобы показать огромное значение этого напитка в повседневной жизни, Оскар Рабин, например, часто намеренно увеличивает размер бутылки до тех пор, пока она не заполнит собой всё пространство картины.
В литературе мотивы алкогольного опьянения от водки особенно ярки в текстах Николая Гоголя, Владимира Высоцкого, Сергея Довлатова.
Не сразу приступал он к водке, а словно подкрадывался к ней <...>. Первые рюмки он выпивал с прибаутками, сладострастно всасывая в себя жгучую влагу; но мало-помалу биение сердца учащалось, голова загоралась – и язык начинал бормотать что-то несвязное. Притуплённое воображение силилось создать какие-то образы, помертвелая память пробовала прорваться в область прошлого, но образы выходили разорванные, бессмысленные, а прошлое не откликалось ни единым воспоминанием, ни горьким, ни светлым, словно между ним и настоящей минутой раз навсегда встала плотная стена. Перед ним было только настоящее в форме наглухо запертой тюрьмы, в которой бесследно потонула и идея пространства, и идея времени. Комната, печь, три окна в наружной стене, деревянная скрипучая кровать и на ней тонкий притоптанный тюфяк, стол с стоящим на нем штофом – ни до каких других горизонтов мысль не додумывалась. Но, по мере того, как убывало содержание штофа, по мере того, как голова распалялась, – даже и это скудное чувство настоящего становилось не под силу. Бормотанье, имевшее вначале хоть какую-нибудь форму, окончательно разлагалось; зрачки глаз, усиливаясь различить очертания тьмы, безмерно расширялись; самая тьма, наконец, исчезала, и взамен её являлось пространство, наполненное фосфорическим блеском. Это была бесконечная пустота, мёртвая, не отличающаяся ни единым жизненным звуком, зловеще-лучезарная.М. Е. Салтыков-Щедрин, «Господа Головлёвы».
Водке посвящали свои стихи Михаил Херасков («Порох и водка»), Сергей Есенин («Водка», «Пил я водку, пил я виски…»), Игорь Северянин («Икра и водка»), Александр Тиняков («Гимн водке»), Борис Чичибабин («Ода русской водке»), Валентин Берестов («Про водку») и другие русские поэты.